# Snorri Thorfinnsson
Snorri Thorfinnsson (nórdico antiguo: Snorri Þorfinnsson), también Snorri Karlsefnisson o Guðriðsson, fue un caudillo de la Era Vikinga en Islandia, nacido hacia 1007, hijo del explorador Þorfinnr Karlsefni y su esposa Guðríðr Þorbjarnardóttir. Históricamente considerado el primer hijo de europeos nacido en América, y una de las figuras más predominantes de la  cristianización de Islandia.

## Familia
Existe cierta especulación sobre la fecha exacta de su nacimiento que oscila, según fuentes, entre 1005, 1009 y 1012. Según las sagas de Vinlandia, cuando Snorri cumplió tres años abandonaron Vinland debido a la hostilidad de los indígenas que los vikingos denominaban skrælings, un equivalente del nórdico antiguo para describir a los salvajes. La familia regresó a su hacienda de Glaumbær en Seyluhreppur, Skagafjörður.
Snorri Thorfinnsson tuvo dos hijos, una hija llamada Hallfrid (n. 1040), y un hijo llamado Thorgeir (n. 1036). Hallfrid fue madre del obispo de Skalholt,  Þorlákur Runólfsson. Uno de los descendientes del hermano de Snorri, Thorbjorn, llamado Björn Gilsson, también fue obispo en Hólar. Por su parte Thorgeir fue padre de Yngvild quien, a su vez, sería madre de otro obispo de Hólar, Brandur Sæmundsson.

## Vikingos cristianos
Snorri Thorfinnsson y Snorri Thorgrimsson son dos figuras históricas que durante el siglo XIII se consideraron los responsables principales de la cristianización de Islandia. Varios escritores entre los siglos XIII y XIV los citan como un «modelo de caudillos cristianos». Según la saga Grœnlendinga, Snorri construyó la primera iglesia de Glaumbaer, que ayudó a incrementar la influencia cristiana en la región. Sus descendientes fueron los primeros obispos de Islandia y publicaron el primer código cristiano de la isla.

## Genealogía
|                         |                         | Höfða-Þórður               |                            |                            |                            |                            |                            |                          |                          |                          |                          |                          |                          |                          |                          |                          |                          |                          |                          |                     |                     |              |              |  |  |  |  |  |  |  |  |  |  |  |  |  |  |  |  |
|                         |                         |                            |                            |                            |                            |                            |                            |                          |                          |                          |                          |                          |                          |                          |                          |                          |                          |                          |                          |                     |                     |              |              |  |  |  |  |  |  |  |  |  |  |  |  |  |  |  |  |
|                         |                         | Snorri Þórðarson           | Snorri Þórðarson           | Snorri Þórðarson           | Snorri Þórðarson           | Snorri Þórðarson           | Snorri Þórðarson           |                          |                          | Vífill Ketilsson         | Vífill Ketilsson         | Vífill Ketilsson         | Vífill Ketilsson         | Vífill Ketilsson         | Vífill Ketilsson         |                          |                          | Hallveig (?)             | Hallveig (?)             | Hallveig (?)        | Hallveig (?)        | Hallveig (?) | Hallveig (?) |  |  |  |  |  |  |  |  |  |  |  |  |  |  |  |  |
|                         |                         | Snorri Þórðarson           | Snorri Þórðarson           | Snorri Þórðarson           | Snorri Þórðarson           | Snorri Þórðarson           | Snorri Þórðarson           |                          |                          | Vífill Ketilsson         | Vífill Ketilsson         | Vífill Ketilsson         | Vífill Ketilsson         | Vífill Ketilsson         | Vífill Ketilsson         |                          |                          | Hallveig (?)             | Hallveig (?)             | Hallveig (?)        | Hallveig (?)        | Hallveig (?) | Hallveig (?) |  |  |  |  |  |  |  |  |  |  |  |  |  |  |  |  |
|                         |                         |                            |                            |                            |                            |                            |                            |                          |                          |                          |                          |                          |                          |                          |                          |                          |                          |                          |                          |                     |                     |              |              |  |  |  |  |  |  |  |  |  |  |  |  |  |  |  |  |
|                         |                         | Þórður hesthöfði Snorrason | Þórður hesthöfði Snorrason | Þórður hesthöfði Snorrason | Þórður hesthöfði Snorrason | Þórður hesthöfði Snorrason | Þórður hesthöfði Snorrason |                          |                          |                          |                          |                          |                          | Þorbjörn Vífilsson       | Þorbjörn Vífilsson       | Þorbjörn Vífilsson       | Þorbjörn Vífilsson       | Þorbjörn Vífilsson       | Þorbjörn Vífilsson       |                     |                     |              |              |  |  |  |  |  |  |  |  |  |  |  |  |  |  |  |  |
|                         |                         | Þórður hesthöfði Snorrason | Þórður hesthöfði Snorrason | Þórður hesthöfði Snorrason | Þórður hesthöfði Snorrason | Þórður hesthöfði Snorrason | Þórður hesthöfði Snorrason |                          |                          |                          |                          |                          |                          | Þorbjörn Vífilsson       | Þorbjörn Vífilsson       | Þorbjörn Vífilsson       | Þorbjörn Vífilsson       | Þorbjörn Vífilsson       | Þorbjörn Vífilsson       |                     |                     |              |              |  |  |  |  |  |  |  |  |  |  |  |  |  |  |  |  |
|                         |                         | Thorfinn Karlsefni         | Thorfinn Karlsefni         | Thorfinn Karlsefni         | Thorfinn Karlsefni         | Thorfinn Karlsefni         | Thorfinn Karlsefni         |                          |                          |                          |                          |                          |                          | Guðríðr Þorbjarnardóttir | Guðríðr Þorbjarnardóttir | Guðríðr Þorbjarnardóttir | Guðríðr Þorbjarnardóttir | Guðríðr Þorbjarnardóttir | Guðríðr Þorbjarnardóttir |                     |                     |              |              |  |  |  |  |  |  |  |  |  |  |  |  |  |  |  |  |
|                         |                         | Thorfinn Karlsefni         | Thorfinn Karlsefni         | Thorfinn Karlsefni         | Thorfinn Karlsefni         | Thorfinn Karlsefni         | Thorfinn Karlsefni         |                          |                          |                          |                          |                          |                          | Guðríðr Þorbjarnardóttir | Guðríðr Þorbjarnardóttir | Guðríðr Þorbjarnardóttir | Guðríðr Þorbjarnardóttir | Guðríðr Þorbjarnardóttir | Guðríðr Þorbjarnardóttir |                     |                     |              |              |  |  |  |  |  |  |  |  |  |  |  |  |  |  |  |  |
|                         |                         |                            |                            |                            |                            |                            |                            |                          |                          |                          |                          |                          |                          |                          |                          |                          |                          |                          |                          |                     |                     |              |              |  |  |  |  |  |  |  |  |  |  |  |  |  |  |  |  |
|                         |                         |                            |                            |                            |                            |                            |                            |                          |                          |                          |                          |                          |                          |                          |                          |                          |                          |                          |                          |                     |                     |              |              |  |  |  |  |  |  |  |  |  |  |  |  |  |  |  |  |
|                         |                         |                            |                            | Snorri Thorfinnsson        | Snorri Thorfinnsson        | Snorri Thorfinnsson        | Snorri Thorfinnsson        | Snorri Thorfinnsson      | Snorri Thorfinnsson      |                          |                          |                          |                          |                          |                          | Björn Þorfinnsson        | Björn Þorfinnsson        | Björn Þorfinnsson        | Björn Þorfinnsson        | Björn Þorfinnsson   | Björn Þorfinnsson   |              |              |  |  |  |  |  |  |  |  |  |  |  |  |  |  |  |  |
|                         |                         |                            |                            | Snorri Thorfinnsson        | Snorri Thorfinnsson        | Snorri Thorfinnsson        | Snorri Thorfinnsson        | Snorri Thorfinnsson      | Snorri Thorfinnsson      |                          |                          |                          |                          |                          |                          | Björn Þorfinnsson        | Björn Þorfinnsson        | Björn Þorfinnsson        | Björn Þorfinnsson        | Björn Þorfinnsson   | Björn Þorfinnsson   |              |              |  |  |  |  |  |  |  |  |  |  |  |  |  |  |  |  |
|                         |                         |                            |                            |                            |                            |                            |                            |                          |                          |                          |                          |                          |                          |                          |                          |                          |                          |                          |                          |                     |                     |              |              |  |  |  |  |  |  |  |  |  |  |  |  |  |  |  |  |
| Hallfríður Snorradóttir | Hallfríður Snorradóttir | Hallfríður Snorradóttir    | Hallfríður Snorradóttir    | Hallfríður Snorradóttir    | Hallfríður Snorradóttir    |                            |                            | Thorgeir Snorrisson      | Thorgeir Snorrisson      | Thorgeir Snorrisson      | Thorgeir Snorrisson      | Thorgeir Snorrisson      | Thorgeir Snorrisson      |                          |                          | Þórunn Björnsdóttir      | Þórunn Björnsdóttir      | Þórunn Björnsdóttir      | Þórunn Björnsdóttir      | Þórunn Björnsdóttir | Þórunn Björnsdóttir |              |              |  |  |  |  |  |  |  |  |  |  |  |  |  |  |  |  |
| Hallfríður Snorradóttir | Hallfríður Snorradóttir | Hallfríður Snorradóttir    | Hallfríður Snorradóttir    | Hallfríður Snorradóttir    | Hallfríður Snorradóttir    |                            |                            | Thorgeir Snorrisson      | Thorgeir Snorrisson      | Thorgeir Snorrisson      | Thorgeir Snorrisson      | Thorgeir Snorrisson      | Thorgeir Snorrisson      |                          |                          | Þórunn Björnsdóttir      | Þórunn Björnsdóttir      | Þórunn Björnsdóttir      | Þórunn Björnsdóttir      | Þórunn Björnsdóttir | Þórunn Björnsdóttir |              |              |  |  |  |  |  |  |  |  |  |  |  |  |  |  |  |  |
| Þorlákur Runólfsson     | Þorlákur Runólfsson     | Þorlákur Runólfsson        | Þorlákur Runólfsson        | Þorlákur Runólfsson        | Þorlákur Runólfsson        |                            |                            | Ingveldur Þorgeirsdóttir | Ingveldur Þorgeirsdóttir | Ingveldur Þorgeirsdóttir | Ingveldur Þorgeirsdóttir | Ingveldur Þorgeirsdóttir | Ingveldur Þorgeirsdóttir |                          |                          | Björn Gilsson            | Björn Gilsson            | Björn Gilsson            | Björn Gilsson            | Björn Gilsson       | Björn Gilsson       |              |              |  |  |  |  |  |  |  |  |  |  |  |  |  |  |  |  |
| Þorlákur Runólfsson     | Þorlákur Runólfsson     | Þorlákur Runólfsson        | Þorlákur Runólfsson        | Þorlákur Runólfsson        | Þorlákur Runólfsson        |                            |                            | Ingveldur Þorgeirsdóttir | Ingveldur Þorgeirsdóttir | Ingveldur Þorgeirsdóttir | Ingveldur Þorgeirsdóttir | Ingveldur Þorgeirsdóttir | Ingveldur Þorgeirsdóttir |                          |                          | Björn Gilsson            | Björn Gilsson            | Björn Gilsson            | Björn Gilsson            | Björn Gilsson       | Björn Gilsson       |              |              |  |  |  |  |  |  |  |  |  |  |  |  |  |  |  |  |
|                         |                         |                            |                            |                            |                            |                            |                            | Brandur Sæmundsson       |                          |                          |                          |                          |                          |                          |                          |                          |                          |                          |                          |                     |                     |              |              |  |  |  |  |  |  |  |  |  |  |  |  |  |  |  |  |